# Bel Canto (Band)

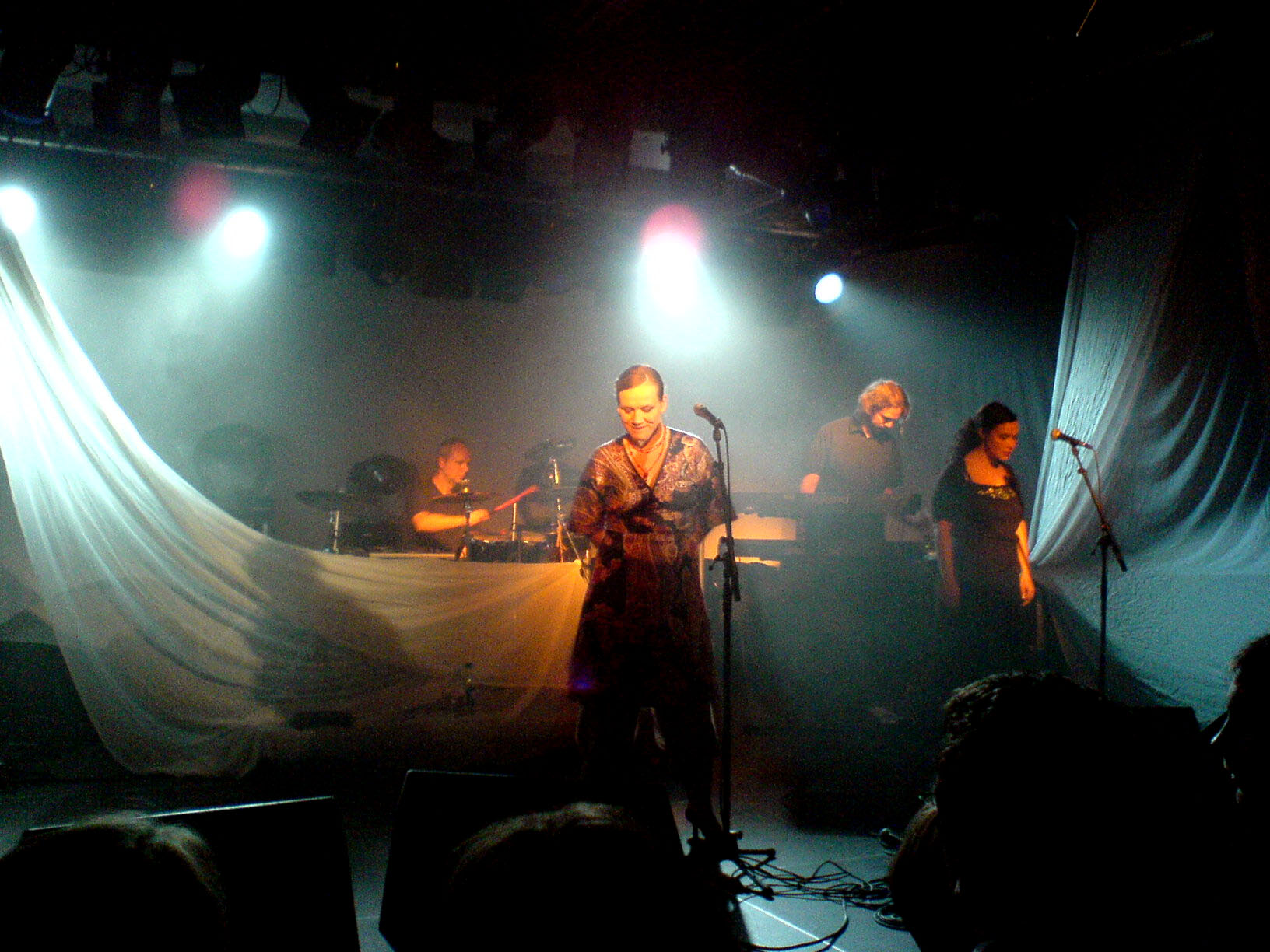
Bel Canto

Bel Canto ist eine norwegische Musikgruppe, die 1985 von Nils Johansen, Anneli Drecker und Geir Jenssen gegründet wurde. Jenssen verließ die Band im Jahr 1990 und wurde seitdem vor allem durch die Veröffentlichungen seines Ambient-Projektes Biosphere bekannt. Die Sängerin Anneli Drecker unterbrach die Arbeit immer wieder für diversen Alben unter eigenem Namen, mit anderen Bands sowie für Theater- und Filmprojekte. Nils Johansen arbeitet auch immer wieder mit seiner anderen Band Vajas.
In Norwegen wurden die ersten beiden Alben unter dem Namen Bel Kanto veröffentlicht, da bereits eine Chorgruppe den Namen trug.
Die Musik der Gruppe wandelte sich mit der Zeit von Avantgarde-Gothic- zu melodiöser Popmusik. Ausschlaggebend war hierfür die Zusammenarbeit mit dem belgischen Independent-Label Crammed Discs sowie vielen der dort vertretenen Künstlern. Die Texte der Stücke sind auf Deutsch, Englisch, Spanisch und Französisch.

## Diskografie

### Alben
| Jahr | Titel                     | Höchstplatzierung, Gesamtwochen, AuszeichnungChartsChartplatzierungen (Jahr, Titel, Platzierungen, Wochen, Auszeichnungen, Anmerkungen) | Anmerkungen                                      |
| Jahr | Titel                     | NO | Anmerkungen                                      |
| ---- | ------------------------- | --- | ------------------------------------------------ |
| 1992 | Shimmering, Warm & Bright | NO6 (8 Wo.)NO |                                                  |
| 1996 | Magic Box                 | NO1 Gold · (23 Wo.)NO |                                                  |
| 1998 | Rush                      | NO3 (12 Wo.)NO |                                                  |
| 2001 | Retrospect                | NO8 (9 Wo.)NO | Best-Of mit einem neuen Titel vom Nachfolgealbum |
| 2002 | Dorothy’s victory         | NO2 (9 Wo.)NO |                                                  |

Weitere Alben
- 1987 – White-Out Conditions
- 1989 – Birds of Passage
- 1999 – Images (Europäische Version von Rush; gleiche Tracklist)
- 2024 – Radiant Green

### Singles
| Jahr | Titel Album      | Höchstplatzierung, Gesamtwochen, AuszeichnungChartsChartplatzierungen (Jahr, Titel, Album, Platzierungen, Wochen, Auszeichnungen, Anmerkungen) | Anmerkungen |
| Jahr | Titel Album      | NO | Anmerkungen |
| ---- | ---------------- | --- | ----------- |
| 1996 | Rumour Magic Box | NO19 (1 Wo.)NO |             |